# 阈鸟属
阈鸟属（学名：Limenavis）是种来自晚白垩世的扇尾类恐龙，生存于距今约7000万年的坎帕期—马斯特里赫特期边界。只有一个已知物种即巴塔哥尼亚阈鸟（Limenavis patagonica），所知于几块残破的骨头，遗骸发现于阿根廷内格罗河省罗卡将军市以南20（12英里）处萨利特拉尔-莫雷诺（Salitral Moreno）的艾伦组“下段”。它是化石记录中最接近现代鸟类的物种之一。
迄今已知所有干群鸟类中，该物种最接近现生鸟类的共同祖先。属名Limenavis意为“阈值的鸟”或“边界上的鸟”，由拉丁文limen（阈值）+avis（鸟）组成。种小名patagonica指其标本发现于巴塔哥尼亚。

## 分类
阈鸟的演化关系难以确定。朱莉娅·克拉克与路易斯·恰佩2001及02年发表的研究发现阈鸟是突胸总目成员，比鱼鸟更进阶，但不属于今鸟亚纲。邹晶梅等人2013年的研究发现阈鸟较鱼鸟略为原始。
有人认为，阈鸟的某些特征将其与古颚类联系起来，可能与䳍形目或美洲鸵的祖先近缘。上述鸟类当时肯定已经出现，且其中至少䳍形目的祖先（基干䳍形目）的确分布于晚白垩世的南美，但该类群（䳍科）在中新世以后才有明确的化石记录。